# Jorge Ribeiro
Jorge Miguel de Oliveira Ribeiro (Lissabon, 9 november 1981) is een Portugees voetballer.
Ribeiro speelt sinds 2008 als verdediger bij SL Benfica. Hij speelde negen keer voor Portugal en maakte deel uit van de Portugese selectie voor Euro 2008.

## Loopbaan
- 1999–2005: SL Benfica
- 2000–2001: →CD Santa Clara (huur)
- 2002-2004: →Varzim SC (huur)
- 2004: →Gil Vicente FC (huur)
- 2005-2007: Dynamo Moskou
- 2006: →Málaga CF (huur)
- 2007: →CD Aves (huur)
- 2007-2008: Boavista FC
- 2008-... : SL Benfica
- 2010-... : → Vitória SC (huur)